# 트래비스 쇼
트래비스 R. 쇼(영어: Travis R. Shaw, 1990년 4월 16일 ~ )는 미국의 야구 선수로, 메이저 리그에 소속된 토론토 블루제이스의 선수이다.